# Гугенхајм
Гугенхајм (фр. Gougenheim) насеље је и општина у источној Француској у региону Алзас, у департману Доња Рајна која припада префектури Стразбур Кампањ.
По подацима из 2011. године у општини је живело 564 становника, а густина насељености је износила 85,71 становника/km². Општина се простире на површини од 6,58 km². Налази се на средњој надморској висини од 200 метара (максималној 287 m, а минималној 172 m).

## Демографија
| 1962. | 1968. | 1975. | 1982. | 1990. | 1999. | 2011. |
| ----- | ----- | ----- | ----- | ----- | ----- | ----- |
| 381   | 344   | 324   | 382   | 363   | 380   | 564   |

График промене броја становника у току последњих година